# 一万人のキリスト教徒の殉教 (デューラー)

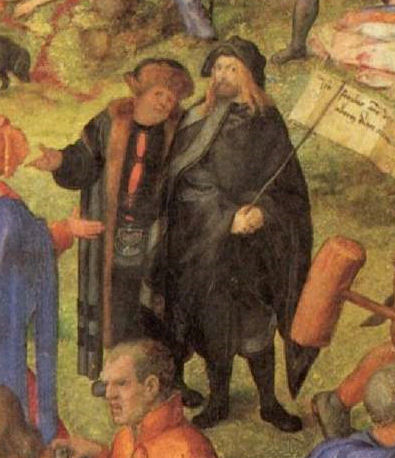
画面の中央に描かれたデューラー（右）とコンラート・ケルティス。

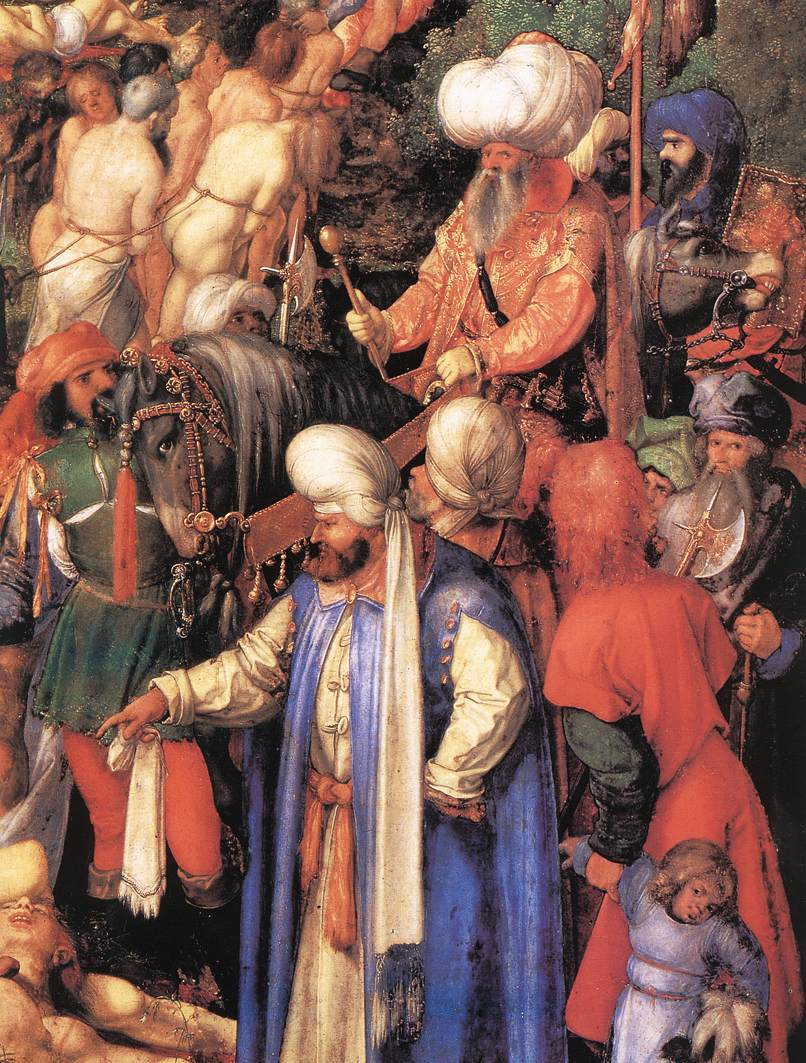
画面の右下に描かれた馬上の人物と指示する貴人。

『一万人のキリスト教徒の殉教』（いちまんにんのキリストきょうとのじゅんきょう、ドイツ語: Die Marter der zehntausend Christen, 英語: Martyrdom of the Ten Thousand）は、ドイツのルネサンス期の巨匠アルブレヒト・デューラーが1508年に制作した油彩による板絵 (キャンバスに移し替え) で、画家にフリードリヒ3世（賢明公）が委嘱した最後の絵画である。「一万人のキリスト教徒の殉教」という主題も、フリードリヒにより定められたことは間違いない。作品は、ウィーンの美術史美術館に所蔵されている。

## 内容
この絵には、無数の裸体や着衣の人物たちが描かれており、最初はあたかも探し絵のような印象を与える。風景の中には節くれだった樹木や密林のような植生が描きこまれており、デューラーの作品としては異例なものとなっている。
描かれているのは、ローマ皇帝ハドリアヌス治下の120年頃の出来事とされる一万人の殉教者の拷問と処刑の伝説に基づいた、1万人の兵士たちの殉教の場面である。殉教者たちは、あるいは斬首され、あるいは磔にされ、また、骨を木鎚で粉砕されている。列を成した人々が岩山の上に追い立てられ、深みに追い落とされている。画面の中段左側では、処刑人たちがミトラ（司教冠）を被った司教に近づいており、右側には壮麗に飾られた馬上の人物がいて、その手前では彼に従う貴人の一人が諸々指示を与えている。
画面の中央に描かれた2人の人物は、周囲で起こっている恐るべき出来事からは切り離されている。ここには作者デューラー自身が、老齢の男性とともに描かれており、それが誰かは明確にはされていない。一説によると、この人物は人文主義者の詩人で1508年にこの作品が完成する少し前に亡くなったコンラート・ケルティスで、信仰の証人として立ち会っているとされる。また、この人物は、デューラーの友人ヴィリバルト・ピルクハイマーであるという説もある。ケルティスにせよ、ピルクハイマーにせよ、なぜこの場面に登場しているのか諸説があり、その存在は奇異である。
デューラーとケルティス (またはピルクハイマー) は、殉教の出来事とは別の時代の者であり、起きている出来事を議論の余地のある形で眺めている。デューラーが棒の先に掲げているカルテリーノには、「Iste faciebat ano domini 1508 alberto dürer alemano」（より正確なラテン語では「Iste faciebat anno domini 1508 albertus dürer alemanus）（「ドイツ人アルベルトゥス・デューラーが1508年に描いた」の意）の語句と、彼のモノグラムが書き込まれている。

## 解説
歴史的背景となっているのは、アルメニアのアカティウスと配下の9千人の兵士たちが、ローマ皇帝ハドリアヌスと協力して当たった反乱の鎮圧であった。天の光に接したアカティウスは、兵士たちともどもキリスト教に改宗した。彼らはハドリアヌス抜きで反乱を鎮圧した。
ハドリアヌスは、大勢の兵士たちがキリスト教に改宗したことを知ると、自ら蛮族の長たちと結び、弱体化したアカティウスの軍勢を捕らえしまう。さらに、改宗したばかりのキリスト教徒たちが信仰を捨てず、殉教も辞さないことに感銘を受け、皇帝配下の者たちの中からさらに千人が洗礼を受けた。彼らもアカティウス配下の兵士たちとともに倒され、磔、串刺しにされたという。
この話は、史実として確認されていない。しかし、アカティウスは、特に十字軍に参加した兵士たちから厚く信仰された。
他の説では、343年、シャープール2世治下のペルシア帝国において、セレウキア・クテシフォンの大司教と百人の司教たち、さらに多くの聖職者たちが処刑された、キリスト教徒への迫害の中での出来事であったとされる。
この虐殺の話は、デューラーに異常なまでに歪曲された表現を提示する機会をもたらした。デューラーが、これほど多数の人物を配置した作品は、他にはない。画面の構成において、彼はあらゆる手持ちの画題を描き込んだ。デューラーが画面に描いたのは 、1万人ではなく、60人の殉教者たちと、数人の迫害する側の手下たちであったが、この作品は彼の作品の中でも最も多く人物が描きこまれた絵画のひとつである。
美術史家ハインリヒ・ヴェルフリンは、1905年の著書『アルブレヒト・デューラーの芸術 (Die Kunst Albrecht Dürers)』に次のように記している。
「デューラーがこのような画題を取り上げたことは、残念なことだ。私は、このような不正義が恐ろしい。画家は長期間にわたり、献身的にこの絵に打ち込み、その作品を気に入った ... デューラーは、この画題を、裸体、動き、短縮、絶対的な富、大きな空間を縮約された視野で捉え直す対処方法と、純粋に芸術的な側面から取り上げた。」
『Kindlers Malerei-Lexikon』（キンドラーの絵画辞書）は、この作品について次のように記している。
「1508年に完成したこの＜代表作にして不思議な作品＞は色使いも硬く、ありとあらゆる殉教の姿を生々しく描写した残酷なまでの精緻さは、現代の鑑賞者にとって楽しく眺めることが難しい。」

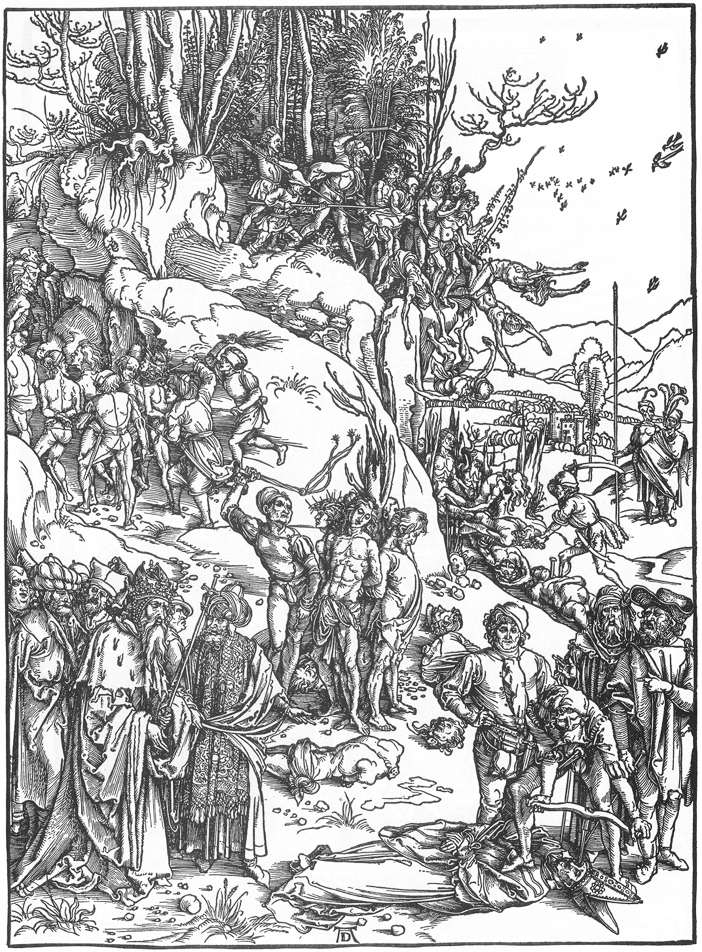
デューラーにより1496年頃に制作された、『一万人の殉教』の木版画。

## 歴史
「一万人のキリスト教徒の殉教」という主題は、中世後期の美術ではほとんど取り上げられていなかった。しかし、デューラーは、既に1496年/1497年には、木版画で『一万人の殉教 (Zehntausend Märtyrer)』を制作していた。
この作品を制作した直接のきっかけは、おそらくはヴィッテンベルクの城教会に設けられたザクセン選帝侯フリードリヒ3世（賢明公）の聖遺物コレクションに納めるために制作が委嘱されたものと思われるが、この教会には、アカティウスとエルモラウス (Ermolaus) の指揮の下でキリスト教に改宗した一万人の兵士たちの遺灰も納められているとされていた。デューラーは、フリードリヒ3世から1507年にこの作品の制作を委嘱され、280ギルダー（グルデン）を受け取っていた。
この作品を委嘱されたのとほぼ同時期に、デューラーは、また別の大作となった『ヘラー祭壇画 (Heller-Altar)』の注文をフランクフルトの織物商で市長だったヤコブ・ヘラーから受けた。
デューラーの『一万人のキリスト教徒の殉教』には、ヨハン・クリスティアン・ループレヒトが1653年に制作した模写があり、ウィーンの美術史美術館に所蔵されている。